# Rio Turvo (Tapiraí)
Rio Turvo é um distrito do município brasileiro de Tapiraí, que integra a Região Metropolitana de Sorocaba, no interior do estado de São Paulo, mas que no Censo 2010 (IBGE) ainda não estava cadastrado na Divisão Territorial Brasileira do IBGE.

## História

### Formação administrativa
- Distrito de Rio Turvo criado através de lei municipal no município de Tapiraí, com sede no Bairro do Turvo.

## Geografia

### Demografia

#### População urbana
| Crescimento população urbana | Crescimento população urbana | Crescimento população urbana | Crescimento população urbana |
| Censo                        | Pop.                         |                              | %±                           |
| ---------------------------- | ---------------------------- | ---------------------------- | ---------------------------- |
| 2010                         | 1 988                        |                              | —                            |
| Fonte: IBGE e Fundação SEADE |                              |                              |                              |

Até o Censo 2010 (IBGE) Rio Turvo era classificado pelo IBGE como parte integrante da área urbana de Tapiraí.

### Área territorial
A área territorial do distrito é de 92,765 km².

### Rodovias
O principal acesso do distrito é a Rodovia Padre Guilherme Hovel-Svd (SP-79).

## Serviços públicos

### Registro civil
Feito na sede do município, pois o distrito não possui Cartório de Registro Civil das Pessoas Naturais.

### Saneamento
O serviço de abastecimento de água é feito pela Companhia de Saneamento Básico do Estado de São Paulo (SABESP).

### Energia
A responsável pelo abastecimento de energia elétrica é a Neoenergia Elektro, antiga CESP.

### Telecomunicações
O distrito era atendido pela Telecomunicações de São Paulo (TELESP), que inaugurou a central telefônica utilizada até os dias atuais. Em 1998 esta empresa foi vendida para a Telefônica, que em 2012 adotou a marca Vivo para suas operações.

## Religião
O Cristianismo se faz presente no bairro da seguinte forma:

### Igreja Católica
- A igreja faz parte da Arquidiocese de Sorocaba[16].

### Igrejas Evangélicas
- Assembleia de Deus - O distrito possui congregação da Assembleia de Deus Ministério do Belém, vinculada ao Campo de Sorocaba[17][18].
- Congregação Cristã no Brasil[19].